# Фиджи
Фиджи (на английски: Fiji; на фиджийски: Matanitu Tugalala o Viti) е островна държава в Меланезия, Океания. 
Общата площ на страната е 18 274 km². Състои се от 2 големи (Вити Леву и Вануа Леву) и 318 малки острова, съставящи архипелага Фиджи, както и от островната групичка Ротума (43 km²), намираща се на 470 km северно от него. Столицата е Сува, но главен град - с 45 хил. ж. и с международно летище - е Нанди (Нади). Още времената на Великите географски открития заливът Сува е оживено пристанище с традиции в корабоплаването - желано място за спиране, почивка и презареждане. Други по-големи градове са Лаутока (54 хил. ж.) и Ба (16 хил. ж.) на остров Вити Леву, Мбуа и Ламбаса (28 хил. ж.) на Вануа Леву и Вунисеа.

## География

### Географско положение, острови
Архипелагът Фиджи е разположен в югозападната част на Тихия океан между 15° – 22° ю.ш. и 175° и.д. – 177° з.д. Състои се от 320 острова, от които 106 обитаеми. Най-големите му острови са Вити Леву (10 388 km²) и Вануа Леву (5587 km²). Към островите със средни размери се отнасят Тавеуни (470 km²) и Кандава (411 km). Останалите 317 острова имат обща площ 1375 km².  Общата дължина на бреговата линия на всички острови е 1780 km..
По своя произход островите на Фиджи се делят на 2 типа. Двата големи острова и част от малките са образувани от вулканични скали и се наричат „високи“. Останалите малки острови представляват кръгообразни коралови атоли и рифове, изградени от седиментни варовикови скали - това са т.нар. „ниски“ острови. Като цяло страната е заобиколена от красиви коралови рифове, с голямо рибно богатство, играещи ролята и на естествена преграда към брега и на вълнолом.

### Релеф
Голяма част от повърхността на „високите“ вулканични острови е заета от планински хребети с върхове, издигащи се до 500 – 1000 m. Най-високата точка на страната е връх Томаниви (1324 m) на остров Вити Леву. Обширното планинско плато на острова е набраздено от дълбоки долини със стръмни склонове. Понижавайки се, планините преминават в гористи хълмове, а след това се сливат с тясната крайбрежна равнина. Покрай бреговете на почти всички големи и средни острови се простират тесни акумулативни равнини, увеличението на които се способства от ивица мангрови гори. В района на устията на малките реки равнините значително се разширяват. Някои от островите на архипелага са обкръжени от мощна бариера от коралови рифове.
Като правило за вулканските острови е характерен разчленен релеф и наличието на високи планини и пресечени хребети с вулкански произход. Така хълмистите местности, склоновете на които са повече от 18°, заемат 67% от повърхността на Вити Леву, 72% на Вануа Леву, 49% на Тавеуни и 78% на Кандаву. Най-голямата планина – Томаниви, е разположена на остров Вити Леву и достига височина до 1324 м. Като цяло на островите Фиджи имат над 30 върха с височина над 1000 м. Най-високата точка на островите Ясава (388 м) се намира на остров Навити. Най-високата точка на островите Лау (314 м) се намира на остров Вату Вара.
Само една малка незначителна част от островите, които влизат в състава на Фиджи, се отнасят към истинските атоли. Такива са Вайланг Лала и Нгелеву. По-широко разпространени са т.нар. повдигнати атоли, при които отсъстват лагуни. Такива са островите Фуланга, Онгеа и Камбара.

### Геоложки строеж
Островите Фиджи са разположени по средата между конвергентните зони Тонга-Кермадек и Нови Хебриди, от които се отделят посредством 2 обширни заддъгови котловини – Севернофиджийската на запад и котловината Лау на изток, както и от цяла група трансформни разломи, в това число т.нар. Фиджийска зона от разломи и хребета Матю-Хънтър. Предвид данните от изследванията, проведени в Тихия океан, може да се твърди, че в миналото островите Фиджи са били част от Тихоокеанския вулканичен огнен пръстен.
Геоложките процеси, засягащи Фиджи са малко изучени. Според по-старите представи за тях, островите Фиджи са възникнали на неголям участък от континентална кора, разположени в североизточните части на Австралийската плоча, където жлебът Витаз образува зона на субдукция, а Тихоокеанската плоча се подпъхва под континенталната. Съгласно по-ранните изследвания архипелагът се е образувал преди около 50 млн. години в резултат на вулканична дейност, по време на която океански скали (офиолити) и континентални скали се смесват. Според по-съвременните изследвания островите Фиджи са се формирали преди около 48 – 40 млн. години на Тихоокенската плоча, на източната окрайнина на външна островнодъгова система, разположена на юг от платото Онтонг-Джава. Освен това през този етап островите са се намирали в друга част на Тихия океан. Така, съгласно Крук (Crook) и Белбин (Belbin), Фиджи представляват част от подводния хребет Вануату-Фиджи-Лау-Тонга, който през ранния еоцен (преди около 50 млн. години) се е придвижвал на изток на няколко етапа от своето първоначално местоположение, недалеч от съвременния хребет Норфолк. Основната движеща сила е процесът спрединг, по време на който подводните хребети и външните островни дъги са се движили в източна посока, а зад тях са се образували океански падини.
Известно е, че до началото на късния миоцен, преди около 8 млн. години, Тихоокеанската плоча се е движила в западно направление. През този период съвременните острови Фиджи са били част от Външномеланезийската островнодъгова система – Витяз, която включваща и Соломоновите острови, Нови Хебриди и Тонга. Следи от тази зона на субдукция са се съхранили в жлеба Витяз, а еоценско-миоценското ядро от древната островнодъгова система формира част от фундамента на остров Тонга (Еуа), Фиджи (Вити Леву) и Вануату.
Субдукцията по протежение на жлеба е частично блокирана в резултат на незначителни напластявания на океанска кора (плато Онтонг-Джава) в някои райони на жлеба около Соломоновите острови и северните части на Нови Хебриди. Впоследствие процесът на субдукция е преустановен, след което отново се е активизирал, но вече в посока северно и западно, по отношение на Фиджийската дъга. В резултат на напреженията, възникнали при движението на Австралийската и Тихоокеанската плочи една към друга, в района на съвременните острови Фиджи се образува Фиджийската разломна зона на север и зоната на разлома Хънтър на юг. По същото време процесът на спрединг води до образуването на Севернофиджийската падина и падината Лау. Оттогава в района на архипелага отсъства вулканична активност, която сега се проявява в района на островите Тонга и Нови Хебриди. Независимо от това геоложките процеси в района на островите Фиджи продължават. Активен процес на образуване на нова океанска кора има в източна посока в падината Лау и западно в Севернофиджийската падина.
Сред островите Фиджи преобладават големи острови с горска растителност, които имат преимуществено вулкански произход (например Вити Леву и Вануа Леву), многочислени неголеми вулкански острови, атоли и показващи се над водата рифове. Геоложкият строеж на островите от архипелага е сложен. Само остров Ясава и южната част на остров Вити-Леву са с еоценска възраст и са изградени от вулкано-седиментни, метаморфни и плутонични скали. Централната западна и югоизточната част на остров Вити Леву са изградени от плиоценски андезити, а северната част – от плейстоценски базалти и андезити. Остров Вануа-Леву е изграден от относително млади плиоценски скали, Кандаву – от късно плиоценски андезити, Тавеуни – от плейстоценски базалти.

### Климат, води
Климатът е тропичен, океански влажен. Средната годишна температура на остров Вити Леву (в района на Сува) е 25,4°С. Най-горещите месеци през годината са януари, февруари и март със средна температура 26°С, а най-прохладните – юли и август – 23°C – 23,5°С. Дъждовният период съвпада с горещия сезон. Най-обилни валежи падат от декември до март, а сухият период продължава от юни до края на октомври. Общо през годината се наблюдават над 250 дъждовни дни. Годишната сума на валежите варира от 2500 – 3500 mm във високите части, до 1700 – 2500 mm в подветрените райони. От април до ноември преобладават източните и югоизточните пасати, а през ноември и декември – северозападните пасати. Много често, особено през февруари и март, през островите преминават мощни урагани, нанасящи големи поражения на страната.
От най-високите части на хребетите водят началото си няколко по-големи реки: Панга, Сингатока, Нанди, Дракети, Гауа. Най-голямата река Рева по време на дъждовния сезон е плавателна за плитко газещи речни съдове на 130 km от устието си.

### Почви, растителност, животински свят
На „ниските“ коралови острови почвите са песъчливи и бедни на микроелементи. На „високите“ вулканични острови почвите, образували се от продуктите на изветрянето на базалтите, се отличават с високо плодородие.
Почти половината от територията на островите на Фиджи е покрита с гъсти тропически гори. В целия архипелаг се наброяват около 3000 вида растения. Към полезните, широко използвани от местното население, се отнасят 9 вида хлебно дърво и 6 вида банани. Други по-важни са: тарава, ивна, дава, таро, ямс, джинджифил, мускатов орех, черен пипер, батати, захарна тръстика, царевица, маниока, лимони, портокали, ананаси, кафеено и чайно дърво, памук. На островите са култивирани кокосовата и саговата палма. Тук растат и множество лекарствени растения. Разпространени над 60 вида ценни дървесни видове – палма кариота, дамара, бамбук, а също редки видове подокарпус, сандалово, тиково и червено дърво.
Бозайниците са представени от прилепи, плъхове и подивели домашни животни (свине, кучета). Птиците са представени от 68 вида. От влечугите най-разпространени са питоните, гущерите и отровните змии. В крайбрежните води обитават 120 вида риби, крабове, омари, скариди, трепанги, морски костенурки, холотурии и др.

## История
Първите обитатели на Фиджи дошли от югоизточна Азия много преди европейските пътешественици през 17. век. Археологическите разкопки около фиджийските градове доказват, че островите са били заселени около 1000 г. пр.н.е. Въпросът за тихоокеанската миграция все още не е изяснен. Нидерландският пътешественик Абел Тасман открива Фиджи през 1643, докато търси Южния континент. През 1774 Джеймс Кук ги изследва, а през 1835 се заселват първите английски мисионери. Островите стават британска колония през 1874, през 1966 е приета конституция, разширяваща правата на коренното население, а на 10 октомври 1970 е провъзгласена независима република Фиджи. Същата година страната е приета за членка на ООН. В последните години съществува напрежение между фиджийците, които са собственици на земята, и множеството индийски преселници, които я арендуват.
Официалните наименования на страната през годините са:
- Кралство Фиджи – 1871 – 1970
- Фиджи – 1970 – 1987
- Република Фиджи – 1987 – 1990
- Суверенна Демократична Република Фиджи – 1990 – 1998
- Република Фиджи – от 1998

## Държавно устройство
Фиджи е парламентарна република, член на Британската общност, начело с президент, назначен за 5 години от Големия съвет на вождовете (80 вождове фиджийци). Законодателен орган – парламент от две палати: Палата на представителите (71 депутати, избирани за 5 години), 23 места са разпределени за фиджийци, 19 за индийци, 1 за ротуманци и 3 за европейци, китайци и други; и Сенат (34 назначавани сенатори). Изпълнителната власт е правителство, начело с премиер-министър.
На 5 декември 2006 година е извършен военен преврат срещу легалния президент и сега държавата е под военна диктатура.

## Административно деление
Фиджи се състои от 4 провинции (Централна, Източна, Северна и Западна, които са подразделени на 15 района). Всяка провинция има пълномощник, който е определен от правителството на Фиджи. Зависимата територия, остров Ротума, се дели на 8 общини и се управлява от Източната провинция.
- Централен
- Източен
- Северен
- Западен

## Икономика
Фиджи, със своите гори, минерали и рибни ресурси е една от по-развитите страни в Тихия океан. Захарният износ и бързо развиващият се туризъм са едни от отраслите, които ще се развиват през следващите години. Бързо развитие бележат още шивашката, дървопреработвателната и хранително-вкусовата промишленост. Тепърва започва разработката и добивът на нефт, мед, злато и манган. Главни селскостопански култури са кокосова палма, захарна тръстика, банани, какао, ананаси, ориз, батати, маниока и други. Силно развитие бележат животновъдството и риболовът. Дължината на шосейните пътища е 5500 km, от тях 2000 асфалтирани, жп линии – 597 km теснолинейки в захарните плантации. Съотношение селско стопанство-промишленост-обслужване – 16:30:54.
На островите Фиджи има находища на мед, злато, олово и цинк. Понастоящем техният добив е икономически нецелесъобразен. В страната се води добив на злато и съпътстващото го сребро. Добив и износ на злато има от 1933 година. Освен от другите полезни изкопаеми се отличават находища на полиметали, пясък, чакъл, суровини за циментовата индустрия (в Сува се намира единственият в страната завод за производство на портландцимент).
Според данните на Бюрото по статистика на Фиджи, през 2005 година на минната промишленост се пада 1% от БВП, при това голяма част от доходите в този отрасъл са от добива на злато и сребро. През 2005 година общата стойност на добитото злато и сребро се оценява на 39,3 млн. щ.д. Това представлява 7,8% от износа на страната. Като цяло находищата на злато на Фиджи имат важна роля в местната икономика. Както е известно, първото разсипно злато на архипелага е открито от британеца Чарлз Хенри в река Навуа на остров Вити-Леву. Но истинската златна треска в района започва през 20. век, когато са открити разсипните находища на злато по река Насиви в района Ватукоула (първите следи от скъпоценния метал са открити още през 1872 година). Първото голямо находище, признато за икономически изгодно за разработване, е открито във Ватукоула едва през 1932 година от шотландеца Уилям Ботуик (William Bothwick). Златната треска, продължила до 1936 година, предизвикала голям приток на чуждестранни инвестиции в икономиката на Фиджи, а чуждестранните компании (преди всичко австралийската група Emperor) с времето получили пълен контрол над находищата на злато на архипелага (добив в района на Ватукоула на Фиджи се води до 1946 година, а също и в района на планината Каси на остров Вануа-Леву). През 1956 година находищата минават напълно под контрола на компанията Emperor Mines Limited (EML). Понастоящем на Фиджи злато се добива само по подземен начин в района на Ватукоула. До 2006 година рудникът е собственост на компанията Emperor Mines Limited (EML). През целия този период от 1936 до 2006 година са добити около 7 млн. унции скъпоценен метал. През 2006 година компанията взема решение да закрие мината. През 2007 година находището е купено от австралийската компания Westech Gold Pty Ltd, която от своя страна от британската компания River Diamonds Plc, впоследствие преименувана на Vatukoula Gold Mines Plc. През април 2008 година добивът на злато в находището е възобновен.
Имайки предвид находищата на полезни изкопаеми, които са известни, че съществуват на Фиджи, е напълно вероятно да има и запаси от нефт в прибрежните райони. Както е известно, архипелагът е част от Югозападната тихоокеанска островнодъгова система, явяваща се граница между Австралийската и Тихооеканската литосферни плочи. В границите на териториалните води на Фиджи се намират два плитководни басейна, които имат огромен потенциал за откриване на големи находища на нефт, обемът на които се оценява на 5,4 – 20 млрд. барела.

## Население
Естествен прираст 18. Средна продължителност на живота – мъже 71 години, жени 75 години. Етнически състав – фиджийци 49,3% и индофиджийци 45,9%, ротуманци 1,2%, европейци 0,8%, китайци 0,8%, банаба 0,3%, други 1,7%. Индофиджийците са се заселили във Фиджи през 1879, когато колонизаторите ги завели там да работят по захарните плантации. Ротуманската култура има повече общо със страни като Тонга и Самоа отколкото с Фиджи. Официален език – английски. Използват се още фиджийски и индийски. Азбука – латиница. Неграмотни – 8%. Конфесионален състав – християни 53,2% (от тях протестанти 82,8%, католици 17,2%), индуисти 37,2%, мюсюлмани 7,4%, сикхи 0,9%, други 1,3%.
Най-популярният спорт във Фиджи е ръгбито. Националният отбор е много силен, имайки предвид населението на страната. Смесването на различните раси и култури е уникално по рода си. Друг харесван спорт е футболът.